# Processo Kastner
Il processo Kastner, ufficialmente noto come Il procuratore generale del governo di Israele contro Malchiel Gruenwald, fu un processo per diffamazione tenuto a Gerusalemme. Le udienze si svolsero tra il 1º gennaio e l'ottobre 1954 presso il tribunale distrettuale di Gerusalemme davanti al giudice Benjamin Halevi, che rese nota la sentenza il 22 giugno 1955.

## Processo

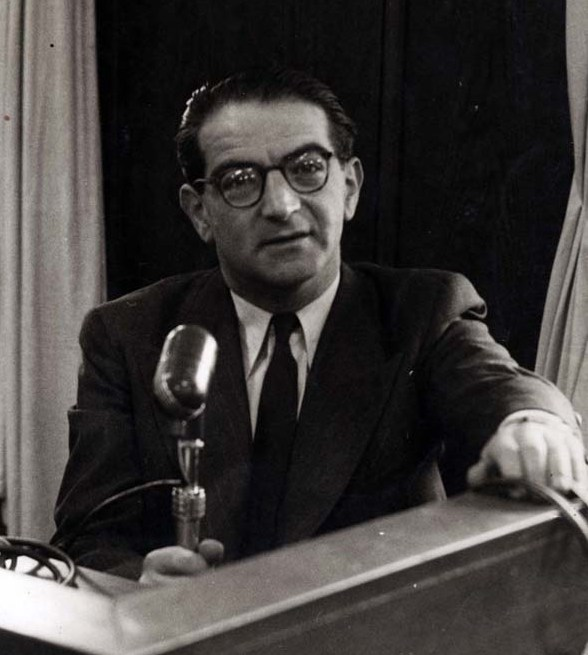
Kasztner negli anni '50.

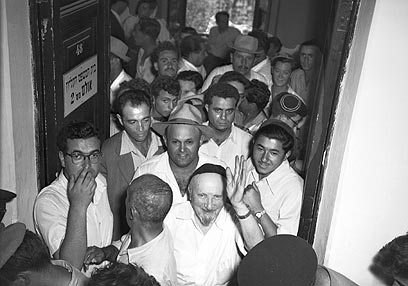
Gruenwald (al centro in primo piano) dopo aver lasciato l'aula durante il processo.

L'imputato Malchiel Gruenwald, albergatore che perse 52 parenti nel campo di concentramento di Auschwitz, accusò Rudolf Kasztner, avvocato e giornalista ungherese poi funzionario in Israele nel 1947, di collaborazionismo con i nazisti in Ungheria durante l'Olocausto. Le accuse furono rese note in una lettera, Lettera agli amici nel Mizrachi, pubblicata nell'agosto 1952.
Il governo israeliano citò in giudizio Kastner, chiamandolo come uno dei 59 testimoni. Gruenwald fu rappresentato da Shmuel Tamir, un ex comandante dell'Irgun, che trasformò il caso in un esame delle azioni compiute dal partito sionista Mapai, al governo durante l'Olocausto, e di ciò che fu messo in atto per aiutare gli ebrei europei. Una delle questioni chiave fu se Kastner, che in Ungheria aveva contribuito a fondare il Comitato di aiuto e soccorso di Budapest, avesse effettivamente collaborato con Adolf Eichmann e Kurt Becher, all'epoca dei fatti ufficiali delle SS, per garantire un corridoio sicuro da Budapest alla Svizzera nel luglio 1944 per 1.684 ebrei, tramite quello che divenne noto come il treno Kastner.
Gruenwald e Tamir accusarono Kastner di non aver avvertito la comunità ebraica ungherese che gli ebrei sarebbero stati caricati sui treni e portati nelle camere a gas di Auschwitz. Sostennero che era a conoscenza delle camere a gas almeno dalla fine di aprile 1944, quando ricevette una copia del rapporto Vrba-Wetzler e che aveva trascurato di informare la comunità del falso reinsediamento dall'Ungheria. Il suo motivo, dissero, fu di far rilasciare poche persone, tra cui la sua famiglia e i suoi amici. Secondo Gruenwald e Tamir, non avendo dato l'allarme, favorì le azioni delle SS evitando di allertare la comunità ebraica, cosa che avrebbe ostacolato l'organizzazione dei trasporti.
Il giudice si pronunciò a favore di Gruenwald, accusando Kastner di aver "venduto l'anima al diavolo". In seguito a questa decisione Kastner fu ucciso davanti casa a Tel Aviv nel marzo 1957.

## Appello
La maggior parte della sentenza fu ribaltata dalla Corte Suprema di Israele nel gennaio 1958. I cinque giudici, il giudice capo Yitzhak Olshan, Shimon Agranat, Moshe Silberg, Shneur Zalman Cheshin e David Goitein, accolsero l'appello di Kastner giudicato colpevole dell'assassinio indiretto degli ebrei ungheresi.
Cheshin scrisse:«Sulla base del materiale vasto e diversificato compilato nel corso dell'udienza, è facile descrivere Kastner come il peggior nemico e apporre il marchio di Caino sulla sua fronte, ma è anche possibile descriverlo come più candido della neve e considerarlo come "il giusto della nostra generazione". Un uomo che si è esposto a un pericolo mortale per salvare altre persone.»
Quattro dei giudici, con Silberg dissenziente, accolsero l'appello per l'accusa di collaborazionismo. Secondo Asher Maoz, Silberg concordò con il giudice del processo che Kastner aveva "consapevolmente e in malafede, soddisfatto i desideri [...] dei nazisti, e quindi ha reso più facile per loro eseguire il lavoro di distruzione di massa". Tutti e cinque i giudici respinsero il ricorso relativo all'accusa secondo cui Kastner aveva aiutato Kurt Becher a sfuggire alla punizione dopo la guerra scrivendogli una lettera di raccomandazione.

### Approfondimenti
- Leora Bilsky, Judging Evil in the Trial of Kastner, in Law and History Review, vol. 19, 1, Spring, 2001. URL consultato il 3 aprile 2023 (archiviato dall'url originale il 17 luglio 2001).
- Leora Bilsky, Transformative Justice: Israeli Identity on Trial, University of Michigan Press, 2004.
- Ralph Blumenthal, Once Reviled as Nazi Collaborator, Now a Savior, The New York Times, 21 ottobre 2009.
- Ben Hecht, Perfidy, Milah Press, 1997  [1961].